# 荘村省三
荘村 省三（しょうむら しょうぞう、1821年〈文政4年〉 - 1903年〈明治36年〉）は、幕末の肥後藩士、明治政府の官僚。通称は助右衛門、右衛門。姓は庄村とも書く。
幕末には肥後（熊本）藩の海軍司令官を務め、トーマス・グラバーより肥後藩初の汽船となる「万里丸」の購入や、坂本龍馬と肥後藩を薩長同盟に加えようと画策するなど活動した。佐久間象山と横井小楠の門弟であり、長崎海軍伝習所1期生として学び、親交のあった勝海舟に横井の「海軍問答書」を贈書したほか、チャニング・ウィリアムズ（立教大学創設者）の門弟でもあり、聖公会として日本で初の受洗者としても知られる。長崎で瓜生寅（三寅）とも連携した。

## 人物・経歴

### 生まれから江戸遊学
1821年（文政4年）、肥後藩士、荘村一郎助の長男として生まれる。その後、横井小楠の門弟となる。
1853年（嘉永6年）、佐久間象山に入門し、兵学、砲術を学ぶ。同年12月には、後に助右衛門と協働する坂本龍馬も佐久間象山の私塾に入門している。
同年11月に、肥後藩がペリー来航を受けた江戸湾防衛として「相州警備」を江戸幕府から命じられたが、助右衛門は、1854年（安政元年7月）に警備の一員として派遣されることとなり、海防の現場に就いた。
同年、吉田松陰が肥後（熊本）を訪れた際、横井小楠や萩昌国の矢嶋源助（横井門下の高弟）と会った際、助右衛門も松陰と面談した。

### 長崎海軍伝習所、2度目の江戸遊学
1855年（安政2年）、池部啓太に従い長崎海軍伝習所で学ぶ。
1857年（安政4年7月）、砲術研究のため江戸に行くように命じられた池部に従い、太田黒亥和太を含め3名で再び江戸へ向かう。江戸滞在中、蘭学者の川本幸民に入門したと思われる。
1859年（安政6年5月）、池部とともに肥後（熊本）へ帰国。

### 再び長崎遊学へ
1861年（文久元年7月）、再び池部ら三人とともに砲術修得のために長崎に遊学し、長崎海軍伝習所で学ぶ。これは佐賀藩が引き続きオランダ人から海軍伝習を受けていることを知った池部が自ら参加を希望し、助右衛門を引き連れ遊学したものであった。
1861年（文久元年）9月に、荘村は、以前に数回訪ねたことのあるグイド・フルベッキに会って、熊本に帰るために別れを告げ、フルベッキから聖書（新約聖書1冊）と半ダースばかりの小冊子をもらい、これらを熊本の友人に読ませることを約束した。
1863年（文久3年）、荘村は大砲、火薬の研究の必要性を家老に建策し、またも長崎へ遊学した。この時、幕末期に幕府御用の軍需品製造に従事した武蔵国川口の増田弥曽六（八十六）を熊本へ呼び、長崎に帯同している。
1863年（文久3年）8月に、長崎で知り合いの日本人からチャニング・ウィリアムズ（立教大学創設者）を紹介され、立教大学の源流となるウィリアムズの私塾で学んだ。この時、まず荘村はウィリアムズから何冊かの宗教書を受け取り、1、2日後に再び前年にフルベッキからもらった聖書を持ってウィリアムズの元を訪れ、聖書の内容について知りたいという希望を述べ、それから2週間毎晩のように私塾に来ては漢訳聖書を読んだ。その後、荘村は、熊本に戻ることなるが、ウィリアムズが持っていた書籍や小冊子の写し、宗教書を持って帰り、熊本の家でも聖書を学ぶことも約束した。

### 肥後藩軍事司令官として
1864年1月以前には、肥後藩の軍事指揮官として、藩士8000名を従える立場となり、ウィリアムズに頼んで兵学書を入手するとともに、後述にある長州藩の下関戦争での英米蘭仏四か国側の考えや、アメリカの南北戦争に関する情報を仕入れた。当時、ウィリアムズを訪れる日本人の将校の中には、公式な訪問を避けるために夜間に訪れるなど、秘密裏に情報交換をするものもおり、荘村はそのうちの一人であった。
同年、英米蘭仏四か国へ長州攻撃の延期を頼みに長崎を訪れていた勝海舟と、肥後藩の横井小楠の使者として接触した。この時、同じく横井の弟子であった河瀬典次、三村市彦とともに、勝へ強力な海軍の建設を説いた横井の著書「海軍問答書」を贈っている。
1864年8月11日（元治元年7月10日）に、荘村は熊本を出発し、1864年8月13日（元治元年7月12日）に長崎に到着するが、同日、フルベッキを訪ねて会談するとともに、エイベル・ガウワーやジョン・F・ラウダーらの長崎英国領事とも面会し、会談を行った。当時、長州藩による下関戦争を受けて、同藩と英米蘭仏四か国の関係が注目されており、文久3年、長州藩は密かに英国に留学させていた藩士のうち、伊藤博文らが四か国の報復決議の報の接して、元治元年6月に急遽、日本に帰国する状況下であった。荘村は、同日付（1864年8月13日／元治元年7月12日）の報告書で、伊藤らが豊後の姫島に英軍艦で送り届けられたこと、四か国と長州との戦いが必至の情勢であることを伝え、状況次第では、荘村自身が下関か横浜に出張して情報収集したほうがよいとの意見を記した。1864年8月20日（元治元年7月19日）には、ウィリアムズから、「四カ国側がロンドンから帰国した伊藤博文らを通じて、下関戦争を反省するのであれば今後は親睦を結びたいと申し入れたところ、長州藩から砲撃は本意ではなく、ただ勅命に従ったもので、親睦申し入れについては京都に相談したいことから90日の猶予が欲しいと返答したが、四カ国側はこれを時間稼ぎだと判断し、出帆する予定である」と聞いたことを報告している。

荘村と会談した英国領事館士官のラウダーは、翌月1864年9月（元治元年8月）には、下関戦争の講和談判のため派遣され通訳官を務めており、荘村は、同1864年9月3日（元治元年8月3日）にも、再びウィリアムズからの長州藩の砲撃についての聞き取りを報告している。
また、荘村は、ウィリアムズ門下の何礼之助（何礼之）とも交遊し、同時期である1864年8月21日から1864年9月3日（元治元年7月20から元治元年8月3日）にかけての荘村の複数の書簡に何礼之助から得た情報が記されている。

### 肥後藩初の汽船「万里丸」の購入
1864年9月17日（元治元年8月17日）付のフルベッキの書簡には、荘村がフルベッキを訪問し、肥後国熊本藩主細川慶順のために一艘の汽船を購入する助言をしてほしいと依頼したことが記されている。当時、肥後藩主の乗る汽船が長崎湾内に一週間ほど停泊しており、フルベッキは当初その船が肥後藩の船で、藩主の細川慶順が長崎にいたことも知らなかったが、その船が出帆する2日前に、荘村がフルベッキを訪問し、汽船購入の旨を依頼した。この時、長崎湾に停泊していた船は、肥後（熊本）藩が初めて購入した蒸気船「万里丸」であり、肥後藩は1864年（元治元年9月）にこの船を長崎でトーマス・グラバーから12万5千ドルで購入している。万里丸の原名は「コスモポライト」で、1859年フランス製、木製内輪式120馬力、長さ222尺、三檣バーク、煙出し一本、一時七里行き、備筒四挺という仕様の船だった。
1865年5月26日、27日（慶應元年5月2日、3日）には、2日続けてウィリアムズに会って、そこで得た南北戦争の状況や幕府内には将軍徳川家茂の長州征討出陣にあたって、英仏に援軍を求める意見があるが、英仏が断るであろうといった情報を熊本へ報じた。荘村は、軍事司令官として、ウィリアムズのほかにも、前記の肥後藩の汽船を購入したグラバーとも深い付き合いだっともみられ、1865年6月1日（慶應元年5月8日）の書簡でグラバーから薩摩が長州が協力関係を結ぼうとする極秘情報を得たことを伝えている。これは1866年（慶應2年1月）に薩長盟約として倒幕にむけ日本が大転換していく情報であった。グラバーは五代友厚とも親しく、薩摩藩と関係を深めていたが、両者と結びついた荘村だったからこそ、得ることができた情報であったと思われる。

### 瓜生寅との協同
1865年9月16日（慶應元年7月27日）に長州藩の伊藤博文が桂小五郎（木戸孝允）に送った書簡に、瓜生寅（三寅）と荘村助右衛門が協同していることを伝えており、共にウィリアムズ門下であった瓜生と荘村が長崎にて連携し活動していた。同年10月（旧暦）、瓜生が英国海軍の艦長から聞き取って和訳した越前藩への報告書を、荘村は丸ごと写し取って熊本へ報じ、11月にも、同じく瓜生が翻訳した兵庫開港についての神奈川県発行の英字新聞記事を、荘村が熊本へ送るなど、瓜生の英語力を自由に活用しており、両者は深い関係にあったことが分かっている。また荘村の前年の1864年8月21日（元治元年7月20日）、1864年8月23日（元治元年7月22日）付に加えて、同年1865年（慶應元年5月）付の書簡にも、瓜生（越前生）から得た情報が記されている。

### ウィリアムズより洗礼を受ける
1866年（慶應2年）2月、上海経由で米国に帰国する前のウィリアムズより洗礼を受け、聖公会信徒となった。クリスチャンネームはコルネリウス。

### パークスの鹿児島訪問に際して
荘村は1866年7月22日（慶應2年6月11日）、ハリー・パークス（駐日英国公使）とジョージ・キング（イギリス海軍提督、東洋艦隊司令官）が、ラウダ―やグラバーらと鹿児島を訪問する予定であるというフルベッキの談話を肥後藩奉行・道家角左衛門に報告する。このパークスの鹿児島訪問により、パークスは西郷隆盛からの詳細な説明で薩摩藩の考えに納得することとなった。パークスは島津久光・茂久（藩主）父子のもてなしも受け、さらには薩摩と英国双方の軍事演習を見学するなど薩摩とイギリスの関係が修復されるに至っており、この荘村が報告した情報も上述の薩長同盟の情報と同様、今後の倒幕へと繋がる重要な情報であった。

1866年9月（慶應2年8月）に荘村が作成した書簡には、佐賀藩士の副島種臣と大隈重信から得た情報を記しており、ウィリアムズの塾の門下生であった副島、大隈とも関係性があったことが分かっている。
1866年12月31日（慶應2年11月25日）のアーネスト・サトウ（イギリスの外交官・駐日公使）の日記では、グラバーと夕食をともにした際、荘村に会い、荘村の藩主はイギリス海軍のジョージ・キング提督を訪問するため長崎に来る予定だと話したことが記されている。また、荘村はサトウの質問に、日本で再び将軍が出現することはなく、天皇が本来の地位に復帰することになると応え、この時点で肥後藩の海軍士官として、将軍から天皇への主権交代が行われることを正確に見抜いていた。
1867年2月25日（慶應3年1月21日）には、桂小五郎（木戸孝允）に書状で、肥後藩が第二次長州戦争で長州攻めに加わったことを詫びた。
同年5月から、坂本龍馬とともに肥後藩を薩長同盟に参加させようと画策した。龍馬は1867年7月11日（慶應3年6月10日）に、木戸に対して荘村助右衛門を紹介する書状を送り、荘村と面会するように促し、その理由を海援隊士の石田英吉から内密に口頭で木戸へ伝えた。結果的には肥後藩の同盟参加は実現しなかったものの、荘村はこの時期、長崎だけでなく江戸や京都、大阪、熊本へと駆け回り、活動を続けた。
1868年（慶應4年）8月17日付のフルベッキの書簡では、荘村が肥後藩の渡米留学生で、日本政府最初の官費留学生となった横井左平太・横井太平兄弟（横井小楠の甥）の留学費用・委託金の資金調達について全てをフルベッキに話したことが記されている。

### 明治維新後
明治維新後は、明治政府の太政官少史となり、太政大臣・三条実美の秘書として政治や社会状況の探索、調査をするなどの諜報活動役を担った。同時に、キリスト教の知識を拡げようとする姿勢を持ち続けた。荘村にとって、キリスト教は西洋文明の根幹をなすものとして捉え、西洋について学ぶ上で理解することは不可欠であるという側面が強かったと思われる。
1870年（明治3年）には、省三と改名した。
1871年（明治4年）、後藤新平が荘村の門番兼雑用役（食客）を務めるが、客人に新平を「奥羽の朝敵の子」と紹介され、新平は怒って翌年1月に帰郷している。

## 教育者として
長崎では、肥後藩の遊学者の監督（藩子弟の教育総監）も務めていた。 

## 海外新聞の定期購読
荘村は、1864年7月31日（元治元年6月28日）に浜田彦蔵（ジョセフ・ヒコ）が創刊した日本で最初の民間邦字新聞とされる「海外新聞」を定期購読していたことで知られている。